# Daphnia

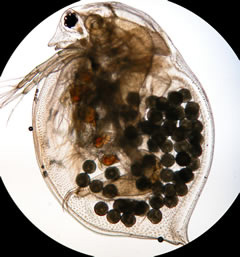
Dàfnia magna amb ous

Daphnia és un gènere de crustacis planctònics del subordre dels cladòcers, coneguts popularment com a dàfnies o puces o pugons d'aigua, nom que prové de la seva forma de nedar a «salts», per bé que les puces, en ser insectes, estan molt allunyades de les dàfnies. En aquariologia són assecades i emprades com a aliment dels peixos.

## Característiques
La seva mida varia entre 0,2 i 5,0 mm. Habiten en medis aquàtics, des de bassals a rius. S'alimenten essencialment de fitoplàncton, però poden també ingerir microorganismes com protistes i bacteris, així com matèria orgànica particulada i dissolta.

## Reproducció
Durant l'estiu, les dàfnies es reprodueixen mitjançant partenogènesi. Com que en aquesta estació els recursos disminueixen i els depredadors augmenten, en resulta una població formada majoritàriament per femelles. Un cop passat l'estiu, amb la disminució de les temperatures, tornen a recórrer a la reproducció sexual.